# رولاندو بیانکی
رولاندو بیانکی (انگلیسی: Rolando Bianchi؛ زادهٔ ۱۵ فوریهٔ ۱۹۸۳) بازیکن فوتبال اهل ایتالیا است.
از باشگاه‌هایی که در آن بازی کرده‌است می‌توان به باشگاه فوتبال رجینا، باشگاه فوتبال پروجا، باشگاه ورزشی رئال مایورکا، باشگاه ورزشی لاتزیو، باشگاه فوتبال تورینو، باشگاه فوتبال بولونیا، باشگاه فوتبال کالیاری، باشگاه فوتبال منچستر سیتی، باشگاه فوتبال آتالانتا، و باشگاه فوتبال پرو ورچلی اشاره کرد.
وی همچنین در تیم‌های ملی فوتبال زیر ۱۷ سال ایتالیا، زیر ۲۰ سال ایتالیا، و زیر ۲۱ سال ایتالیا بازی کرده‌است.